# Idea malabarica
Idea malabarica is een vlinder uit de familie Nymphalidae, onderfamilie Danainae.
De wetenschappelijke naam van de soort is voor het eerst geldig gepubliceerd in 1877 door Frederic Moore.
De soort komt alleen voor in India.

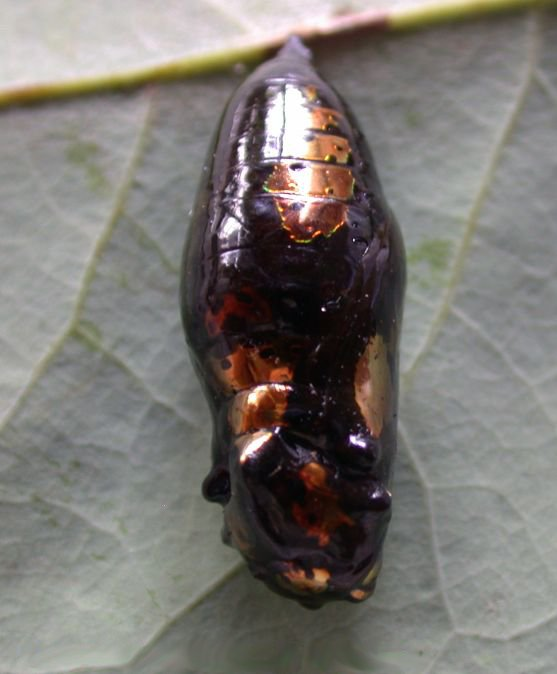
Pop